# Serge Barle
Serge Barle, né le 16 décembre 1949,, est un coureur cycliste et manager d'équipe français. Il dirige actuellement le Vélo Club Villefranche Beaujolais.

## Biographie
Serge Barle est né dans une famille de boulangers. Il suit une formation de sertisseur durant sa jeunesse. Ancien cycliste amateur, il évolue successivement à l'EC Duquesne, à l'ASBM Lyon et au VC La Motte-Servolex. Il remporte notamment la course Dijon-Auxonne-Dijon en 1972. 
Après sa carrière sportive, il dirige l'équipe professionnelle Jean Delatour, renommée RAGT Semences en 2004. Il conserve cette fonction jusqu'à la disparition de cette structure en 2005. Il est désormais le président du VC Villefranche Beaujolais, qui évolue au plus haut niveau amateur. 

## Palmarès
- 1972
  - Dijon-Auxonne-Dijon
- 1973
  - 3e de Dijon-Auxonne-Dijon
- 1975
  - 2e du Grand Prix du Froid Caladois
- 1976
  - 2e du Grand Prix de Saint-Yorre
  - 3e du Grand Prix de Vougy